# Закшево-Косьцельне
Закшево-Косьцельне (пол. Zakrzewo Kościelne) — село в Польщі, у гміні Мала Весь Плоцького повіту Мазовецького воєводства. Населення — 339 осіб (2011).
У 1975—1998 роках село належало до Плоцького воєводства.

## Демографія
Демографічна структура станом на 31 березня 2011 року:
|          | Загалом | Допрацездатний вік | Працездатний вік | Постпрацездатний вік |
| -------- | ------- | ------------------ | ---------------- | -------------------- |
| Чоловіки | 148     | 21                 | 103              | 24                   |
| Жінки    | 191     | 29                 | 102              | 60                   |
| Разом    | 339     | 50                 | 205              | 84                   |